# Dolichocis indistinctus
Dolichocis indistinctus là một loài bọ cánh cứng trong họ Ciidae. Loài này được Hatch miêu tả khoa học năm 1962.